# São Vicente de Lafões
São Vicente de Lafões é uma freguesia portuguesa do município de Oliveira de Frades, com 7,78 km² de área e 748 habitantes (censo de 2021). A sua densidade populacional é 96,1 hab./km².

## Demografia
A população registada nos censos foi:
| Distribuição da População por Grupos Etários | Distribuição da População por Grupos Etários | Distribuição da População por Grupos Etários | Distribuição da População por Grupos Etários | Distribuição da População por Grupos Etários |
| -------------------------------------------- | -------------------------------------------- | -------------------------------------------- | -------------------------------------------- | -------------------------------------------- |
| Ano                                          | 0-14 Anos                                    | 15-24 Anos                                   | 25-64 Anos                                   | > 65 Anos                                    |
| 2001                                         | 151                                          | 129                                          | 359                                          | 154                                          |
| 2011                                         | 122                                          | 91                                           | 392                                          | 151                                          |
| 2021                                         | 104                                          | 85                                           | 390                                          | 169                                          |

## Património
- Igreja de São Vicente (matriz)
- Estação de Comboios recuperada
- Cruzeiro de Cajadães
- Capela de Nossa Senhora da Assunção
- Casas da Ameias e da Rainha com escadaria exterior
- Troço de via romana de Real
- Duas mamoas de Vilarinho